# 加藤奈央
加藤 奈央（かとう なお）は、日本のキャスター、ラジオパーソナリティ。

## 人物
幼少よりラジオを聴いて育った。
趣味はミュージカル・歌舞伎・宝塚観劇、旅行、スポーツ観戦等々。

## 出演

### ラジオ
- ニュースデスク
- TBSラジオ&川口GREENGOLFゴルフスクール
- 人権TODAY（「蓮見孝之 まとめて!土曜日」内で放送）
- 爆笑問題の日曜サンデー - ニュースキャスター
- 土曜ワイドラジオTOKYO ナイツのちゃきちゃき大放送
- ネットワークトゥデイ（2024年11月7日） - 外山恵理欠席時の代理ニュースデスク